# Last Day on Earth
«El último día en la Tierra» —título original en inglés: «Last Day on Earth»— es el décimo sexto y último episodio de la sexta temporada de la serie de televisión The Walking Dead. Se estrenó el 3 de abril de 2016 en Estados Unidos y Latinoamérica por las cadenas Fox y AMC. El 4 del mismo mes se estrenó en España en el canal Fox. Fue dirigido por el productor ejecutivo y especialista en los efectos especiales de maquillaje supervisor Greg Nicotero y en el guion estuvo a cargo Scott M. Gimple & Matthew Negrete.
Este episodio marca el debut del actor Jeffrey Dean Morgan quien encarna a uno de los antagonistas principales del cómic Negan, el intimidante líder de los Salvadores que gobierna en la tiranía y, a su vez, también marca el debut de Steven Ogg como Simon, un miembro de Los Salvadores de rango superior que es la mano derecha de Negan este episodio está basado en uno de los mejores cómics de su homólogo titulado "Something to Fear".

## Trama
Después de que Maggie (Lauren Cohan) sufre dolor de embarazo, Rick (Andrew Lincoln) y el grupo trata de llevarla con urgencia en la RV a la colonia Hilltop para que pueda recibir atención médica. Sin embargo, cada una de las rutas que toman es bloqueada por un número progresivamente mayor de Salvadores, liderados por Simon (Steven Ogg), con capacidades cada vez más aterradoras.
Al mismo tiempo, Morgan (Lennie James) encuentra a Carol (Melissa McBride) herida de un corte en el estómago y la remienda. Mientras Morgan sale a matar a un caminante que está haciendo ruido, Carol huye y Morgan nuevamente la persigue a caballo. Roman (Stuart Greer), el Salvador que sobrevivió a su ataque, encuentra a Carol primero, disparándole en el brazo y la pierna derecha, afirmando que sufrirá como lo hicieron sus amigos. Morgan aparece justo a tiempo para salvarla, rompiendo su voto matando a Roman, y se encuentra con dos hombres con armadura que se acercan a caballo: uno de ellos es el misterioso sobreviviente del granero que Morgan salvó de Rick. Después de que los extraños les ofrezcan ayuda, Morgan accede a obtener asistencia médica de Carol.
Después del anochecer, con el tiempo agotándose, Eugene (Josh McDermitt) se ofrece como cebo para distraer a los salvadores conduciendo la RV vacía solo para atraerlos mientras el resto del grupo carga a Maggie para llevarla a la Colonia Hilltop a través del bosque a pie. Sin embargo, cuando el grupo lleva a Maggie muy débil en una camilla, terminan corriendo en medio de un gran grupo de salvadores, liderados por Simon quien logra someter al grupo. Ya han capturado a Eugene, junto con Glenn (Steven Yeun), Michonne (Danai Gurira), Rosita (Christian Serratos), y gravemente herido pero vivo, Daryl (Norman Reedus), todo el grupo es desarmado y obligado a arrodillarse.
Mientras el grupo se arrodilla impotente en el suelo, un hombre, sosteniendo un bate de béisbol envuelto en alambre de púas, sale de la RV del grupo. De manera intimidante, se acerca y saluda a un nervioso Rick, y se revela a sí mismo como Negan (Jeffrey Dean Morgan), el líder totalitario de los Salvadores, Negan reprende a Rick por haber matando a muchos de sus hombres y que cuando envió a matarlos, mataron a más de sus hombres. Luego continúa explicando el nuevo orden mundial: el grupo ahora trabaja para él y la mitad de sus suministros ahora le pertenecen. Él le presenta a Rick su bate, al que llama "Lucille", y revela que todo el montaje, incluidos los controles de carretera, fue simplemente para decidir "quién tiene el honor" de morir como castigo por sus acciones. Cuando Negan amenaza con sacar a Maggie de su miseria, Glenn se abalanza sobre él, pero Dwight (Austin Amelio) lo detiene. Incapaz de elegir una víctima, Negan dice tener una idea; comienza un juego de "eeny, meeny, miny, moe", (Detin marin de do pingue en inglés) señalando con Lucille por la línea de supervivientes mientras recita la rima. Eventualmente aterriza en "eso", haciendo su elección. Desde el punto de vista de la víctima, Negan se prepara para golpearlos, diciéndoles a sus hombres que le saquen otro ojo de Carl (Chandler Riggs) y se lo den comer a Rick si alguien se mueve o no decir nada. Negan luego golpea a Lucille en la cabeza de su víctima. Para horror de los otros sobrevivientes, Negan continúa golpeando a la víctima una y otra vez.

## Producción
Alanna Masterson (Tara Chambler) no aparece en este episodio pero igual se le acredita. El 10 de noviembre de 2015, se anunció que Jeffrey Dean Morgan había sido elegido para encarnar al villano Negan y haría su debut en el final de la temporada. Este episodio es el tercero en la sexta temporada al aire en un espacio de tiempo de 90 minutos ampliado. El director Greg Nicotero confirmó que se filmó dos versiones de introducción de Negan -. uno para su difusión con el lenguaje bajó el tono y el otro para el Blu-ray y lanzamiento del DVD que ha de jurar para que coincida con su discurso de los cómics.

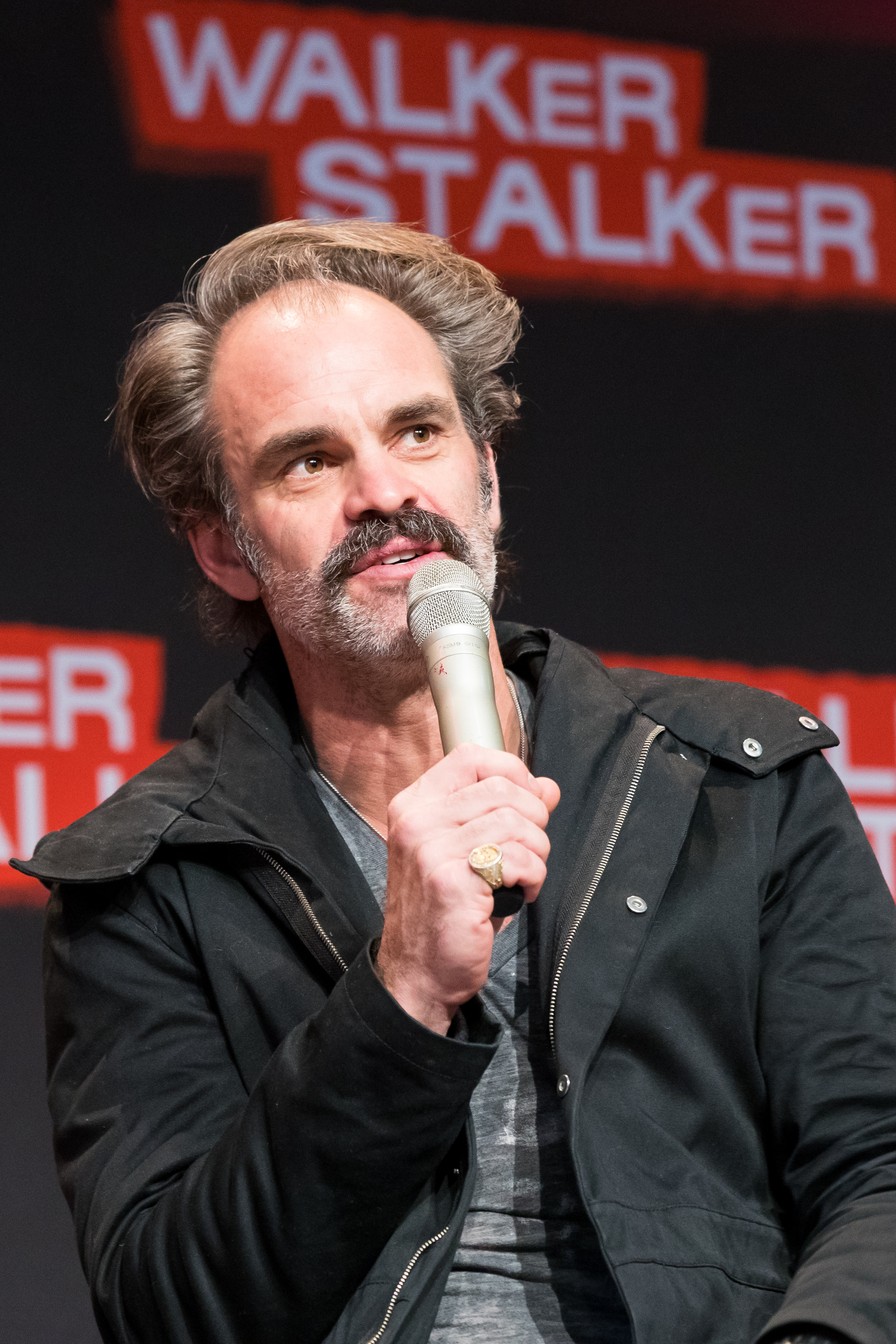
"Last Day on Earth" también marca el debut del actor Steven Ogg quien interpreta a Simon la mano derecha de Negan.

## Recepción

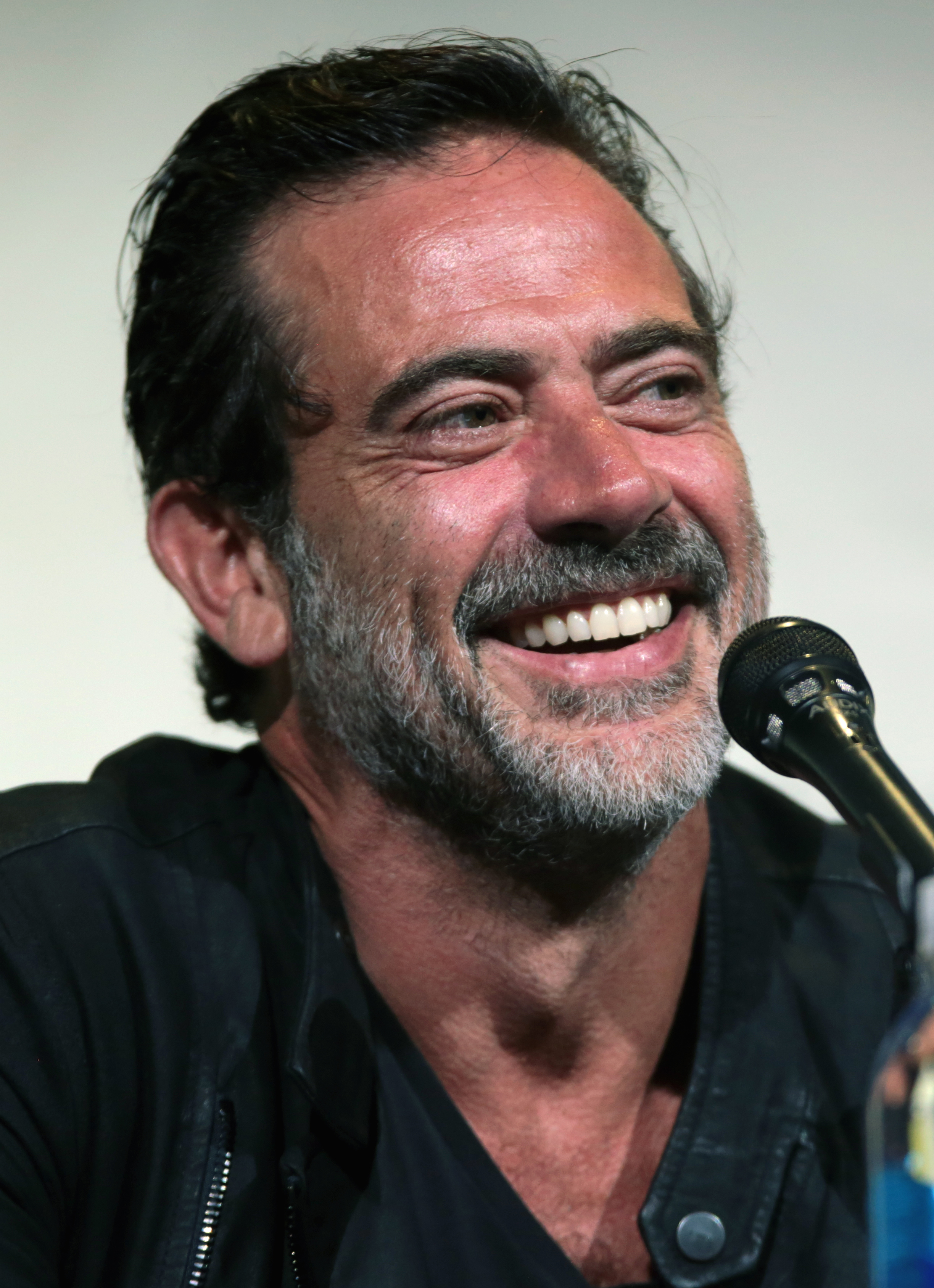
A pesar de críticas mixtas para el episodio en sí, Jeffrey Dean Morgan recibió elogios por su actuación como Negan.

### Recepción de la crítica
Este episodio recibió comentarios positivos y negativos de los críticos. Mientras que el rendimiento de Jeffrey Dean Morgan como Negan fue elogiado, el episodio fue criticado sobre todo por su ritmo, la trama y el cliffhanger final. En Rotten Tomatoes, posee una calificación de 45% con una puntuación media de 6,7 sobre 10 con el consenso crítico: "A pesar y a su vez es delicioso ver de malvado a Jeffrey Dean Morgan quien encarna a Negan, los meandros de Last Day on Earth"- y su Máximo riesgo manipulador termina - para hacer un decepcionante final de temporada".
Matt Fowler, de IGN le dio un 7,3 sobre 10 en su revisión y comentó: "Por todo lo que «Last Day on Earth 'era realmente, y lo que era importante en ello, continuó en un demasiado tiempo. Y luego sin haber cumplido un signo de exclamación satisfactorio. en su lugar, nos dieron otra salida falsa/melodrama. una técnica de este espectáculo es absolutamente fenomenal a más no poder al ver a Jeffrey Dean Morgan como Negan".
Zack Handlen de The A.V. Club le dio al episodio una C, la bajo grado determinado por el sitio del programa hasta la fecha, y comentó: "el problema es que casi todo lo demás. Vamos a llegar a ver a Negan y que tan idiota-que-está-realidad-un-tipo-de-hilarante situación tensa en un segundo, pero antes de hacerlo, vamos a descomprimir "Last Day on Earth" en muchas formas de lo que salió mal. Incluso el título esta mal, no es por sí misma."
Todd VanDerWerff de Vox dio al episodio una crítica negativa, llamándolo el peor episodio de la serie hasta el momento y comentando, "El episodio extralargo pasó su primera hora dramatizando todo la emoción de su GPS, insistiendo en que se toma un camino que ya conoce que está cerrado, y la última media hora se hundió a unos momentos muy bien espeluznantes con un demasiado largo monólogo y un cliffhanger completamente fallido". Sin embargo, dio una opinión positiva sobre la introducción de Negan.
En respuesta sobre el episodio de la serie, a la reacción el guionista Scott M. Gimple dijo lo siguiente:

«Si te acercas a esto desde un lugar de escepticismo o con la idea de que hay algún tipo de motivación negativa o cínica detrás de él ... es difícil convencer a lo contrario. Creo que hemos hecho lo suficiente en el programa y hemos entregado una historia que la gente ha disfrutado [para justificar los aficionados que dan] nosotros dejamos el beneficio de la duda. Espero de verdad que la gente vea [el estreno de la séptima temporada] y sentir que justifica la forma en que hemos decidido contar la historia.»

### Índices de audiencia
El episodio recibió una calificación de 6,9 en el 18-49 de demostración llave con 14,19 millones de televidentes.
Esto produjo un aumento significativo del episodio anterior "East", que recibió una calificación de 5.9 y 12.38 millones en total,
También dio muchos significados y resultados hacia las valoraciones sobre el final de la temporada 5, que fue visto por 15,8 millones de televidentes estadounidenses con una calificación de 8,2 18-49.